# Hans Erdmann (General)
Hans Erdmann (* 18. Februar 1895 in Löcknitz, Pommern; † 23. April 1991 in Duisburg) war ein deutscher Generalmajor der Luftwaffe im Zweiten Weltkrieg.

## Leben
Erdmann trat wenige Tage nach Ausbruch des Ersten Weltkriegs am 4. August 1914 beim Rekruten-Depot des Grenadier-Regiments „König Friedrich Wilhelm IV.“ (1. Pommersches) Nr. 2 in die Preußische Armee ein. Anfang Oktober 1914 erfolgte seine Versetzung zum Füsilier-Regiment „Königin Viktoria von Schweden“ (Pommersches) Nr. 34, wo er als Zug- und später als Kompanieführer agierte. Mitte Mai 1915 zum Leutnant der Reserve befördert, wechselte Erdmann am 5. August 1916 zur Fliegertruppe über und absolvierte bis zum 2. Februar 1917 eine Fliegerausbildung an der Fliegerschule in Altenburg. Zurück an der Westfront war er vom 3. Februar 1917 bis Kriegsende Beobachter bei der Flieger-Abteilung A 210 (A = Artillerie). Nach Kriegsende wurde Erdmann am 30. November 1918 aus dem Militärdienst entlassen.
Er trat daraufhin am 1. Dezember 1920 zur Polizei über und stieg bis 1. November 1922 zum Oberleutnant auf. Bis Ende 1923 hatte er Verwendung zunächst bei der Polizei-Fliegerstaffel in Hamburg, später bei der Luftaufsicht Lübeck-Blankensee, Travemünde und erneut Hamburg. Vom 1. Januar 1924 bis 1933 war Erdmann, seit 11. August 1929 Polizeihauptmann, als Adjutant, Kompanieoffizier und Leiter der Fahrschule im Polizei-Kraftwagenpark von Hamburg tätig. Nach der Machtergreifung der Nationalsozialisten war Erdmann von 1933 bis Ende Mai 1935 Adjutant des Polizeikommandeurs von Hamburg Wolfgang Münchau.
Am 1. Juni 1935 trat Erdmann unter gleichzeitiger Ernennung zum Major zur Luftwaffe über. Dort war er bis Ende September 1936 Chef des Stabes des Kommandeurs der Luftgau-Reserve 4 in Berlin. Anschließend war er bis Ende August 1937 Kompaniechef bei der Fliegerersatz-Abteilung 37 und avancierte am 1. August 1937 zum Oberstleutnant. Einen Monat später wurde Erdmann zum Kommandeur des Flieger-Regiments 61 ernannt und am 1. Juni 1939 zum Oberst befördert. Er verblieb über den Beginn des Zweiten Weltkriegs hinaus bis zur Auflösung des Regiments am 7. Oktober 1942 in dieser Stellung und war anschließend Kommandeur der sich in der Aufstellung befindlichen 9. Luftwaffen-Felddivision, die zuvor aus dem Flieger-Regiment 62 hervorgegangen war. Er stieg am 1. April 1943 zum Generalmajor auf und gab sein Kommando am 11. August 1943 ab. Im Anschluss kurzfristig in die Führerreserve versetzt, wurde Erdmann noch im Jahr 1943 Flughafenbereichskommandant 11 in Landsberg am Lech, wo er bis zum 12. Februar 1945 verblieb. Am 13. Februar 1945 wurde Erdmann zum Kommandeur der Luftwaffen-Leitstelle Nord beim Stellvertretenden Generalkommando X in Hamburg ernannt, wo er auch das Kriegsende erlebte. Dort geriet Erdmann am 8. Mai 1945 in britische Kriegsgefangenschaft, aus der er am 17. Mai 1948 entlassen wurde.